# 정상운
정상운(鄭祥雲, 1958년 9월 7일~)은 대한민국의 교수이며 신학자이다. 성결대학교에서 제 5-6대 총장을 역임하였으며 현재 한국대학기독총장포럼(KUCPK) 회장이며 한국기독교한림원 원장, 대한민국 기독교원로의회(CEKC) 공동회장, 성결대학교 명예총장을 맡고 있다. 한국교회사 특별히 성결교에 대한 연구에 있어서 전문적인 역사학자이다. 호는 운암(雲岩)이다.

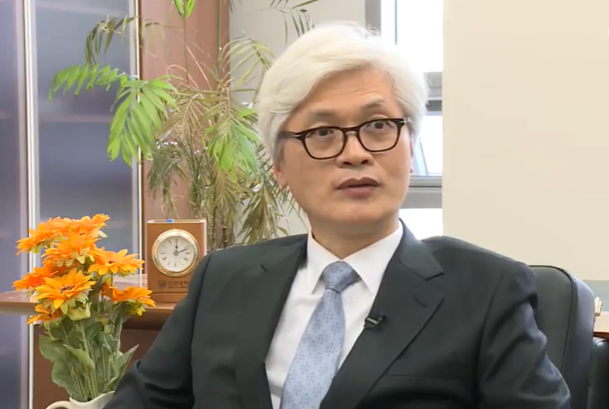
성결대학교 정상운 박사

## 학력
- 성결대학교 신학대학 신학과
- 한양대학교 철학교육 전공 석사, 한국사 전공 문학박사(Litt.D.)과정 수료
- 침례신학대학교 역사신학 전공 신학석사, 철학박사(Ph.D.)
- 몰도바 자유국제대학교(Moldova Free International University) 명예박사(Doctor Honoris Causa)

## 경력
- 성결대학교 신학과 교수(1987년- 현)
- 성결교회와 역사연구소 소장(현)
- 성결대학교 총장(제5-6대)
- 신학대 학장, 신학대학원장, 선교대학원장
- 성결신학연구소 소장
- 영암신학연구소 소장
- 예일대(Yale University) 연구교수
- 한국복음주의역사신학회 회장(2-3대)
- 한국복음주의신학대학협의회 회장
- 한국신학대학총장협의회 부회장
- 전국기독교대학원장협의회 회장
- 한국성결신학회 회장
- 한국성결교회와 문학연구회 회장
- 한국신학회 회장(현, 2021년 - )
- 한국성결교회연합회 신학위원장
- 베트남 홍방국제대학교(Vietnam Hongbang International University) 명예총장
- 한국성결교회백년사 집필위원장
- 2005세계한인신학자대회 대회장
- 2007포럼 공동회장
- 라이즈업 코리아(사) 대표회장
- 한국대학기독총장포럼(KUCPK) 회장(현)
- 한국성결교회연합회 연구위원장 (2021년  - )
- 한국기독교한림원 원장, 2022년(현)
- 성결대학교 명예 총장(현)
- 대한민국 기독교 원로의회 공동회장(현)

## 수상 및 학술상
- 성결대학교 최우수 교수상 표창 (1998, 1999)
- 한국지역사회발전학회 교육상 (2006년)
- 세계성결교회 100주년기념 공로상 (2007)
- 대통령 표창 (2007)
- 세계CEO전문인선교회(WCPM) ‘2018 자랑스러운 전문인선교 대상’(2018)
- 예수교대한성결교회 공로상 (2019, 총7회 수상) 등
- 한국신학대학총장협의회 공로상 (2020년)
- 대한예수교장로회 총회 공로상 (2021년)

## 저서
1. 初期 韓國聖潔敎會의 形成過程에 對한 分析的 考察 - 19世紀末 聖潔運動과 東洋宣敎會 神學的 背景과 關係性을 中心으로 - (浸禮神學大學校 大學院 歷史神學專攻, Ph.D.)
2. 교회사의 사람들. 서울: 이레서원, 1995.
3. 새벽을 깨우는 사람들: 인물로 본 성결교회사. 서울: 은성, 1995.
4. 한국성결교회사. 서울: 은성, 1997.
5. 영암 김응조 목사와 신사 참배. 서울: 이레서원, 2001.
6. 성결교회와 역사연구 (1). 서울: 이레서원, 1997.
7. 성결교회와 역사연구 (II). 서울: 이레서원, 1999.
8. 성결교회와 역사연구 (III). 서울: 한국복음문서간행회, 2001.
9. 성결역사연구 (IV). 서울: 한국복음문서간행회, 2002.
10. 성결교회와 역사연구 (V). 서울: 한국복음문서간행회, 2003.
11. 성결교회와 역사총론. 서울: 한국복음문서간행회, 2004.
12. 성결교회와 역사총론. 서울: 한국복음문서간행회, 2012(개정판).
13. 사중복음. 안양: 성결교회와 역사연구소, 2005.
14. 사중복음. 안양: 성결교회와 역사연구소, 2010(개정판).
15. 쉽게 풀어 쓴 한국교회사. 서울: 소망플러스, 2016.
16. 한국성결교회백년사(대표집필). 안양: 성결교회와 역사연구소/킹덤북스, 2019.
17. The Four-fold Gospel. Anyang: Institute of The Korean Sungkyul Church and   History, 2010.
18. 겸손과 온유의 목회자 괵재근 목사, 킹덤북스, 2021년.
19. 성결교회와 역사연구(6). 안양: 성결대 성결교회와 역사연구소/ 킹덤북스, 2023.
20. 한국성결교회와 역사(교수정년퇴임기념). 안양: 성결대 성결교회와 역사연구소/킹덤북스, 2023
21. 한국성결교회와 사중복음(교수정년퇴임기념). 안양: 성결대 성결교회와 역사연구소/킹덤 북스, 2023.
22. 믿음과 순종의 여종, 홍대실 권사. 안양: 성결대 성결교회와 역사연구소/킹덤북스, 2024.

### 공저
1. 알기 쉬운 교회사. 서울: 이레서원, 2000.
2. 유아세례 다시보기. 서울: 성결교회와 역사연구소/바울서신, 2004.
3. 세계교회인물사. 안양: 성결대학교출판부, 2002.
4. 성결의 기수. 안양: 성결대학교출판부, 2002.
5. 성결교회와 세대주의. 안양: 성결대학교출판부, 1999.
6. 새천년과 한국성결교회. 서울: 성결교회와 역사연구소/바울서신, 1999.
7. 『이명직·김응조 목사 생애와 신학사상』. 서울: 성결교회와 역사연구소/바울서신, 2002.
8. 신유. 서울: 바울서신, 2002.
9. 사중복음연구. 안양: 성결교회와 역사연구소, 2005.
10. 영암의 신학사상. 안양: 성결교회와 역사연구소/바울서신, 2001.
11. 천주교는 개신교와 무엇이 다른가?. 용인: 한국신학회/킹덤북스, 2019.
12. 『우리 세대 미래는 있는가?: 이 시대 대학총장에게 길을 묻다』. 용인; 대학총장포럼/킹덤북스, 2019.
13. 성결교회인물전,1집~10집. 서울: 일정사 외, 1989년~1999년(총 10권)

## 같이 보기
- 한국기독교한림원
- 한국의 신학자 목록
- 김응조 (목회자)
- 예수교대한성결교회
- 기독교대한성결교회
- 성결대학교
- 이명직